# سميح ناطور
سميح نايف ناطور كاتب، شاعر، محرر وناشر ولد في قرية دالية الكرمل عام 1946، ونشأ فيها وما زال أحد مواطنيها حتى اليوم. كان أول طالب وخريج جامعي من قريته ومن أول عشر خريجين جامعيين دروز في إسرائيل. عرضت عليه وظائف كثيرة لكنه رفضها وأسس عام 1974 بعد إنهاء خدمته العسكرية، دار نشر ليصدر بالدرجة الأولى مؤلفاته. كتب وأصدر أول موسوعة عربية شاملة في البلاد عام 1995 وكتب وأصدر أول موسوعة درزية في العالم باللغة العربية عام 2011، وكتب وأصدر عشرات الموسوعات والمجموعات والقواميس والكتب المساعدة كما نشر كتبا لعمالقة الأدب العربي في إسرائيل. أسس عام 1982 مجلة «العمامة» التي تتحدث عن شؤون الطائفة الدرزية وهي ما زالت تصدر بانتظام حتى اليوم. تخصص في سنواته الأخيرة بالإصدارات الدرزية بعد أن لاحظ أن هناك نقصا كبيرا في هذا الموضوع. شارك في معارض الكتب العالمية في فرانكفورت، بولونيا، لندن، القاهرة، القدس، عمان وغيرها. ألقى محاضرات باللغات العربية والعبرية والإنجليزية عن المواطنين العرب في البلاد وعن الأدب العربي في إسرائيل وعن المواضيع الدرزية في عدد كبير من دول العالم. انتمى عام 2001 لمنظمة السلام العالمية ودعي لمؤتمرات في الولايات المتحدة وكوريا وأوروبا وأماكن أخرى عديدة ممثلا للطائفة الدرزية وألقى محاضرات في هذه المؤتمرات.

## حياته
ولد سميح ونشأ في جوٍ ثقافي، علّمه والده القراءة والكتابة وعمره ثلاث سنوات واشترى له لوحا وطباشير وكان في هذا السن يكتب اسمه الكامل بالعربية والعبرية والإنجليزية. وبدأ تعليمه في المدرسة الابتدائية في القرية، ثم انتقل عام 1960 للدراسة الثانوية في المدرسة البلدية في حيفا وأنهاها عام 1964. تسجّل للطب في الجامعة العبرية في القدس وقُبل، لكنه وبما أنه لم يخدم في الجيش لم تسمح له سلطات الجيش أن يدرس سنوات طويلة قبل الخدمة، وسمحت له ان يدرس في كلية الآداب لمدة ثلاث سنوات فدرس التاريخ العام والعلوم السياسية وتخرج عام 1968. استطاع أن يحصل على تأجيل من سلطات الجيش للدراسة للقب الثاني. وذلك لأنه قام بعمل هام أثناء دراسته الجامعية فقد عين حالا ًبعد حرب الأيام الستة مديرا مسئولا عن أندية الشبيبة في شرقي القدس من قبل بلدية القدس وقام بنشاطات كثيرة من أجل التقارب بين العرب واليهود. 
تم تجنيده في عام 1971 مع عدد من الجامعيين الدروز في الوحدة الدرزية، اختير سميح من بين 140 مجنداً الجندي المتفوق وطلبت منه سلطات الجيش أن يسلك الطريق العسكري وأن يُسجل لدورة ضباط ويكون قائدا في الوحدة الدرزية لكنه رفض لأن الحياة العسكرية لا تلائمه، فعين مرشدا في الكلية العسكرية في حيفا بدرجة قائم بأعمال ضابط وأنهى خدمته العسكرية كاملة، وعُيّن في جيش الاحتياط ضابط تربية. 
أسس داراً للنشر ليصدر ما يقوم بتأليفه وكتابته. وبدأ بإصدار الموسوعات واستمر في هذا المضمار طول حياته وأخرج للنور عشرات الكتب والموسوعات والقواميس والألبومات والمنشورات. 
كما أسس عام 1982 مجلة العمامة التي تبحث في شئون الطائفة الدرزية. 
كان سميح من صغره مولعا بالشعر والقراءة والأدب وقد قرأ في المدرسة الابتدائية مئات الكتب من مكتبة والده كما أخذ ينظم الشعر وينشر في مجلة حقيقة الأمر وصحيفة اليوم. وقد فاز بالجائزة الثالثة للشعر عام 1958 في مسابقة أجرتها الهستدروت بمناسبة مرور عشر سنوات على إقامة دولة إسرائيل. كان سميح من مؤسسي أول تجمع شبابي في دالية الكرمل عام 1962 حيث قام مع زملاء له بتأسيس ما سمي «النهضة الثقافية لشباب دالية الكرمل» التي كانت عبارة عن ناد فاستأجر المؤسسون بناية على نفقتهم وقاموا باستضافة كبار الكُتّاب والشعراء في البلاد لإلقاء محاضرة وأصدروا نشرة وقاموا بنشاطات كثيرة. وانتخب سميح رئيسا للنادي قبل أن ينتقل للدراسة في القدس. وقد دعي عام 1963 إلى القدس مع الشاعر سميح القاسم والكاتب محمود عباسي لمقابلة رئيس الحكومة ليفي إشكول الذي شجعه على الاستمرار في حقل الثقافة والأدب. والتقى مرة أخرى بشكل شخصي مع رئيس الحكومة إشكول عام 1968 في نطاق برنامج إذاعي باللغة العبرية.
شارك سميح في معارض الكتب الدولية كناشر وكان العربي الوحيد من البلاد في هذا المضمار واستطاع أن يربط علاقات مع دور نشر في كافة أنحاء العالم وأن يستورد الكتب كما عقد اتفاقية عام 1986 مع دار الشعب للنشر في القاهرة لإصدار موسوعة الموارد وموسوعة الألفيات في القاهرة. 
سافر عام 1993 مع رئيس الحكومة إسحق رابين في طائرته الخاصة إلى الصين وزار في هذه الجولة مع رابين دولا مثل إندونيسيا، وسنغافورة وكينيا. وكانت تربطه مع السيد رابين علاقات معرفة وقد تم الاتفاق بينه وبين رابين على أن يصدر كتابا بالعربية عن حياة رابين، وقد أصدر كتابه بعد اغتياله عام 1995. كما رافق الرئيس الإسرائيلي عيزر فايتسمان في زيارة للولايات المتحدة واجتمع معه بالرئيس كلينتون في البيت الأبيض واتفق مع السيد فايتسمان أن يؤلف كتابا عنه وعن جده حاييم فايتسمان أول رئيس لدولة إسرائيل لكن ذلك لم يتحقق بسبب عوائق مرضية ألمت بسميح في التسعينات. 
انضم عام 2001 لمنظمة السلام العالمية ودعي للمشاركة في مؤتمر سلام في واشنطن وتكررت دعوته لمؤتمرات المنظمة في نيويورك وسيئول وفي أوروبا وما زال شريكا فعالا في هذا النشاط. وكان سميح في الثمانينات قد مثل في معرض الكتاب الدولي في القدس دور نشر مصرية بالتعاون مع السفارة المصرية في البلاد.

## أعماله
1. كتاب أسماء وأعمال 1970
2. موسوعة العالم العجيب أربعة أجزاء 1974-1980
3. موسوعة الموارد جواب لكل سؤال 10 أجزاء 1979
4. موسوعة الالفيات 10 أجزاء 1980
5. موسوعة الموارد للصغار 1980
6. قاموس الجيب عبري عربي مع يوسف بشارة 1981
7. تأسيس مجلة العمامة
8. موسوعة آفاق المعرفة 12 مجلدا   مع يوسف بشارة وعثمان تايه 1985
9. ألبومات ونشرات للشبيبة (السنافر، بروس لي، المصارعة، النجوم، وغيرها) 1984-1990
10. الموسوعة العربية الشاملة 15 مجلدا 1995
11. اسحق رابين 1996
12. الموسوعة التوحيدية للصغار 12 مجلدا
13. موسوعة آداب الصغار 16 مجلدا
14. موسوعة التوحيد الدرزية مع د. منير عطا الله 5 مجلدات 2011
15. العمامة المكولسة مع د. منير عطا الله
16. موسوعة أقلام واعدة 2001
17. الدروز، شيوخ، أعيان وأعلام في القرن العشرين 2003
18. حاضر العالم الدرزي 2002
19. آيات العزة والأمجاد شعر 2002
20. الدروز بالإنجليزية مع د. أكرم حسون
21. أمل نصر الدين
22. امل رجل الطائفة والدولة (بالعبرية: אמל איש העדה והמדינה)
23. كتاب عن الشهداء الدروز (بالعبرية: מנשרים קלו) مع د. سلمان فلاح ومصباح حلبي